# Macrobius
Macrobius, teljes nevén Macrobius Ambrosius Theodosius (működött az 5. században) ókori római nyelvész.

## Élete és művei
Kevés ismeret maradt fenn róla. Annyi bizonyos, hogy a Krisztus születése utáni 5. század első felében, II. Theodosius bizánci császár alatt működött. Valószínűleg Észak-Afrikából származott, és Aulus Gellius Attikai éjszakáinak mintájára kivonatolta a görög filozófusokat. Mára két műve maradt fenn:
- Commentariorum in Somnium Scipionis libri duo – Marcus Tullius Cicero Somnium Scipionisa a De re publica című Cicero mű VI. könyvéből[1][2]
- Saturnalium conviviorum libri septem – párbeszéd alakban történelmi, régészeti és mitológiai jegyzeteket tartalmaz. Macrobius nem nevezi meg a kompilált írókat, de erősen felhasználta Gelliust, több Vergilius kommentárt (de nem a Serviusét), Senecát és Plutarkhoszt.[1][2]
- Harmadik művét De differentiis et societatibus graeci latinique verbi csak Johannes Scotus Erigena 9. századi kivonatában ismerjük.[1][2]

## Részlet műveiből
Az evocatio szertartásának leírása
Az a varázsige, amellyel ostrom idején valamely város isteneit ki lehet szólítani:

„Akár isten vagy, akár istennő, aki Karthágó népét és városát oltalmad alatt tartod, Téged kérlek, te nagy isten, ki véded ezt a várost és népét! Könyörgök hozzád és isteni társaidhoz, hagyjátok el Karthágó népét és városát, hagyjátok magukra szent helyeit, templomait és városukat, és távozzatok el belőle! Népébe és államába oltsatok félelmet, rettegést, feledést! Hozzánk hivatván jöjjetek Rómába énhozzám és az én népemhez! A mi szent helyeink, templomaink és egész városunk legyen kedvesebb és szeretettebb számotokra. Úgy álljatok az én római népemnek és az én katonáimnak élére, hogy azt lássuk és észrevegyük. Ha így tesztek, fogadom, hogy templomokat és ünnepi játékokat alapítok (számotokra)” ...

Tudomásom szerint a régi időkben az alábbi városokat átkozták el ilyen módon: Italia területén. Fregellaet, Gabiit, Veiit, Fidenaet, Italián kívül Karthágót és Korinthost, továbbá a gall, hispán, afrikai, mór és egyéb ellenséges népek seregeit és városait – ezeket a régi évkönyvek meg is nevezik.

## Magyarul
- Baráti beszélgetések. A Saturnus-ünnep; ford., bev., jegyz. Szabó György; Erdélyi Gondolat, Székelyudvarhely, 2003